# صالح النصيان

لقد كان صالح بن محمد بن سليمان النصيان | Chief Of Army Staff Brig.General Saleh M. Alnesseyan من أبرز المؤسسين لسلاح المدرعات وسلاح الدفاع الجوي بوزارة الدفاع في المملكة العربية السعودية. شغل منصب رئيس أركان حرب الجيش، وشارك مع قيادات القوات السعودية في حرب فلسطين، وكانت خاتمه أعماله تأسيس الملحقية العسكرية في إيطاليا حيث كان أول ملحق عسكري في إيطاليا.

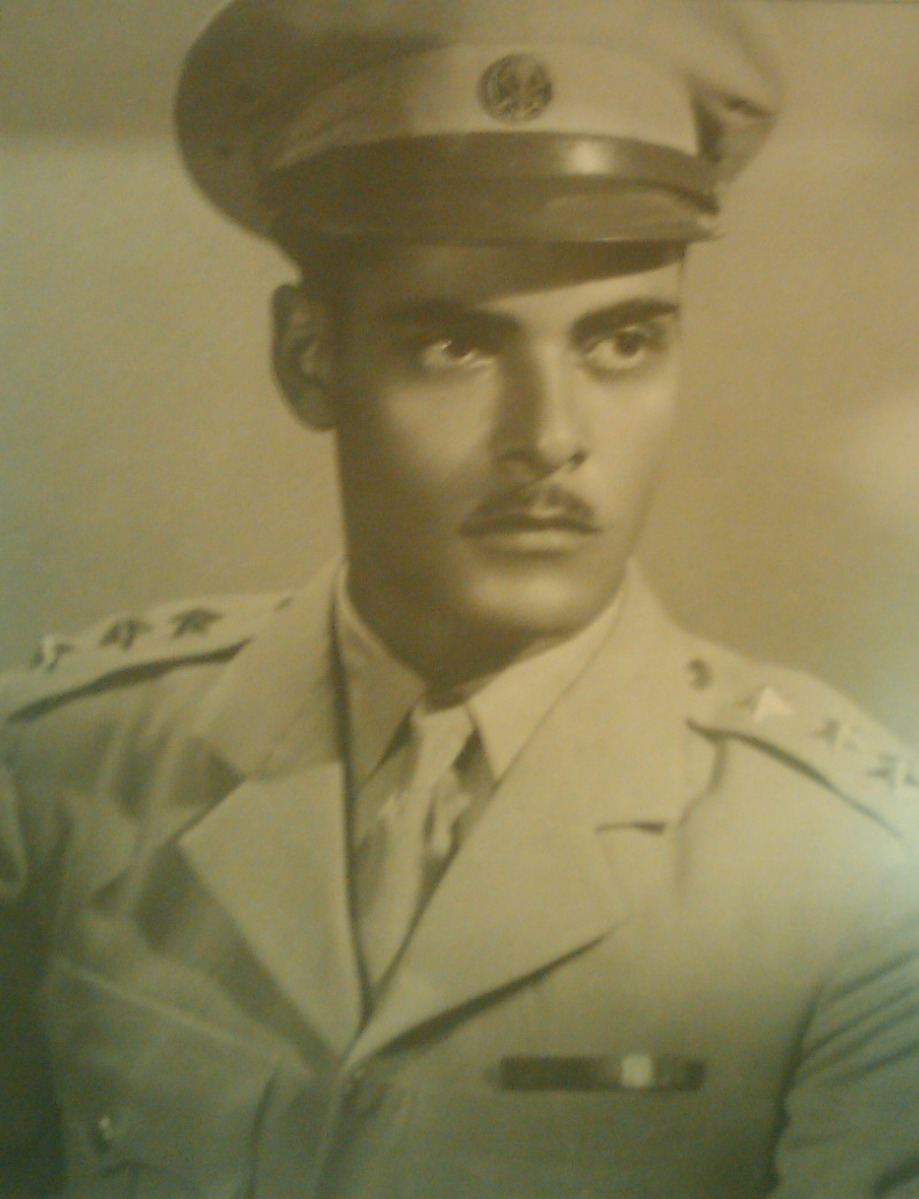
Saleh Al-Nesseyan

## حرب فلسطين (1967م)
اذكر قصة الملازم صالح محمد النصيان-العميد تاليا - فقد كان وفصيله المكون من 33 فردا من مختلف الرتب متمركزين في تبة عالية، على متفرق طرق، وقد تعرض هذا الموقع لهجوم ليلي من كتيبة يهودية، وتوالت النداءات من القيادات الميدانية مع صالح النصيان لمعرفة ما يحتاج إليه من امدادات، ولكنه أبلغهم بعدم الحاجة، ثم لاذ بالصمت، وأمر جنوده باللهدوء التام، حتى لا يشعر أحد بوجودهم، ولما وصلت المدرعات اليهودية والمشاة إلى أقرب نقطة من موقعه وتبين عددهم أصدر أمره بالهجوم بالقنابل اليدوية على المهاجمين اليهود الذين لم يفطنوا لوجود الفصيل السعودي. وكانت النتيجة 85 قتيلا يهوديا وإعطاب 12 مدرعة وهروب بقية المهاجمين، وفي اليوم التالي حضر الموقع قائد عام القوات المصرية اللواء أحمد علي المواوي وهنئ الملازم النصيان على هذا العمل البطولي، وأثنى على جميع طاقم الفصيل، وكان برفقته العقيد سعيد الكردي قائد القوات السعودية. وقد نال صالح النصيان وساما رفيعا من مصر.

## وفاته
توفى العميد صالح النصيان في روما عام 1967م على أثر حادث مروري.